# Paul de Favereau

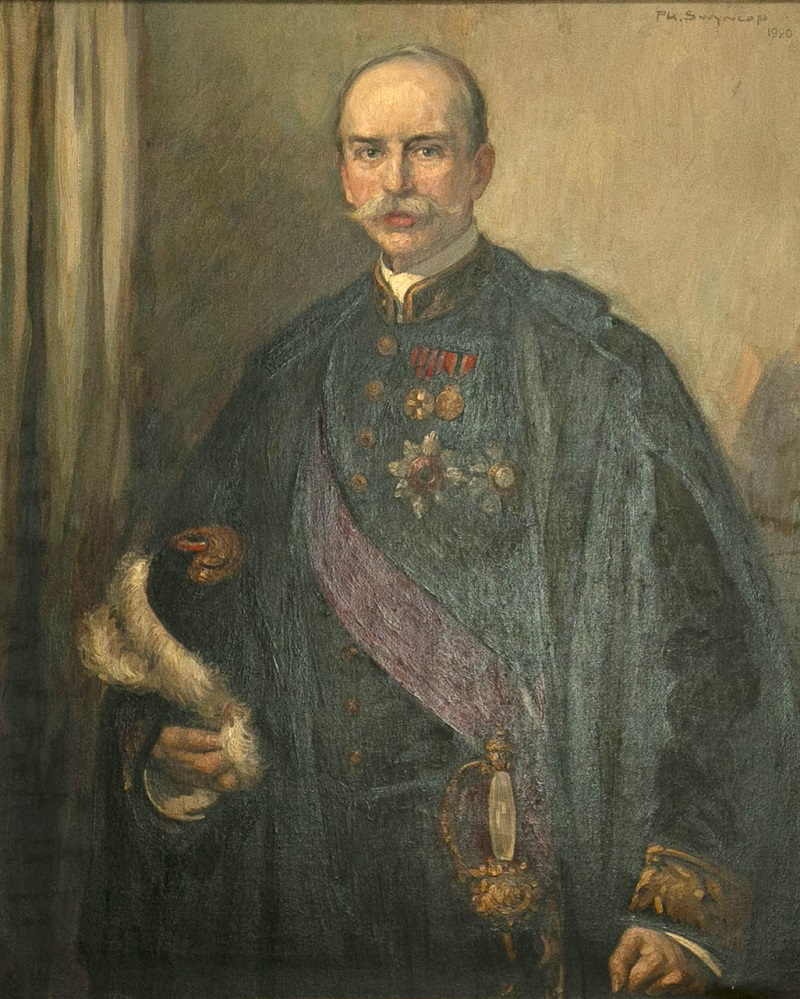
Paul de Favereau door Philippe Swyncop (1920). Het schilderij hangt in het Groene Salon in het senaatsgebouw.

Paul Louis Marie Célestin de Favereau (Luik, 15 januari 1856 - Bende, 26 september 1922) was een Belgisch politicus voor de Katholieke Partij.

## Biografie

### Familie
Paul-Louis de Favereau was een zoon van Paul-Michel de Favereau (1826-1901), voorzitter van de provincieraad van Luxemburg, en Claudine de Waha Baillonville (1832-1912). Hij was een kleinzoon van baron Joseph-Louis de Waha, lid van het Nationaal Congres en senator. Zijn vader verkreeg opname in de Belgische adel met de bij eerstgeboorte overdraagbare titel van baron. 
Hij trouwde in 1884 in Natoye met Renée Frésart (1864-1947). Ze kregen een zoon en een dochter. Zijn zoon Paul de Favereau was burgemeester van Bende en voorzitter van de provincieraad van Luxemburg. Hij was de schoonvader van graaf Charles d'Aspremont Lynden en de grootvader van graaf Harold d'Aspremont Lynden.

### Loopbaan
De Favereau promoveerde tot doctor in de rechten aan de Universiteit van Luik. Voor de katholieken was hij van 1882 tot 1891 gemeenteraadslid van Bende-Jenneret. Tevens was hij van 1882 tot 1884 provincieraadslid van Luxemburg.
Van 1884 tot 1900 zetelde hij voor het arrondissement Marche-en-Famenne in de Kamer van volksvertegenwoordigers, waarna hij van 1900 tot aan zijn dood in 1922 als provinciaal senator voor Luxemburg in de Senaat zetelde. In de Senaat was hij van 1908 tot 1910 ondervoorzitter en van 1911 tot in 1922 voorzitter.
Bovendien was hij van 1896 tot 1907 minister van Buitenlandse Zaken. In 1907 werd hij benoemd tot minister van Staat.
Hij was lid van de kerkfabriek van de parochiekerk in Bende-Jenneret (1879-1919) en de Sint-Goedelekerk in Brussel (1922). Hij was tevens beheerder van:
- S.A. des Charbonnages de Gosson-Lagasse,
- Société liégeoise pour la construction des machines,
- Railways de Liège-Seraing,
- Chemin de fer d'Ostende-Blankenberghe.